# Asurgylla collenetti
Asurgylla collenetti är en fjärilsart som beskrevs av Sergius G. Kiriakoff 1958. Asurgylla collenetti ingår i släktet Asurgylla och familjen björnspinnare. Inga underarter finns listade i Catalogue of Life.